# 德累斯顿萨克森州立和大学图书馆
德累斯顿萨克森州立和大学图书馆（德語：Sächsische Landesbibliothek – Staats- und Universitätsbibliothek Dresden）位于德国萨克森州首府德累斯顿，既是德国萨克森州的地区图书馆，也是德累斯顿工业大学的学术图书馆。1996年由萨克森州图书馆和德累斯顿大学图书馆合并而成，看似多余的名字是显示该图书馆将两种传统带在一起。
2002年，萨克森州和大学图书馆搬进一个新的大型建筑，汇集了两个前任的存书，共约800万册，使其成为德国最大的公共图书馆之一。该馆拥有一些珍品，包括中世纪的古兰经和圣经古本。

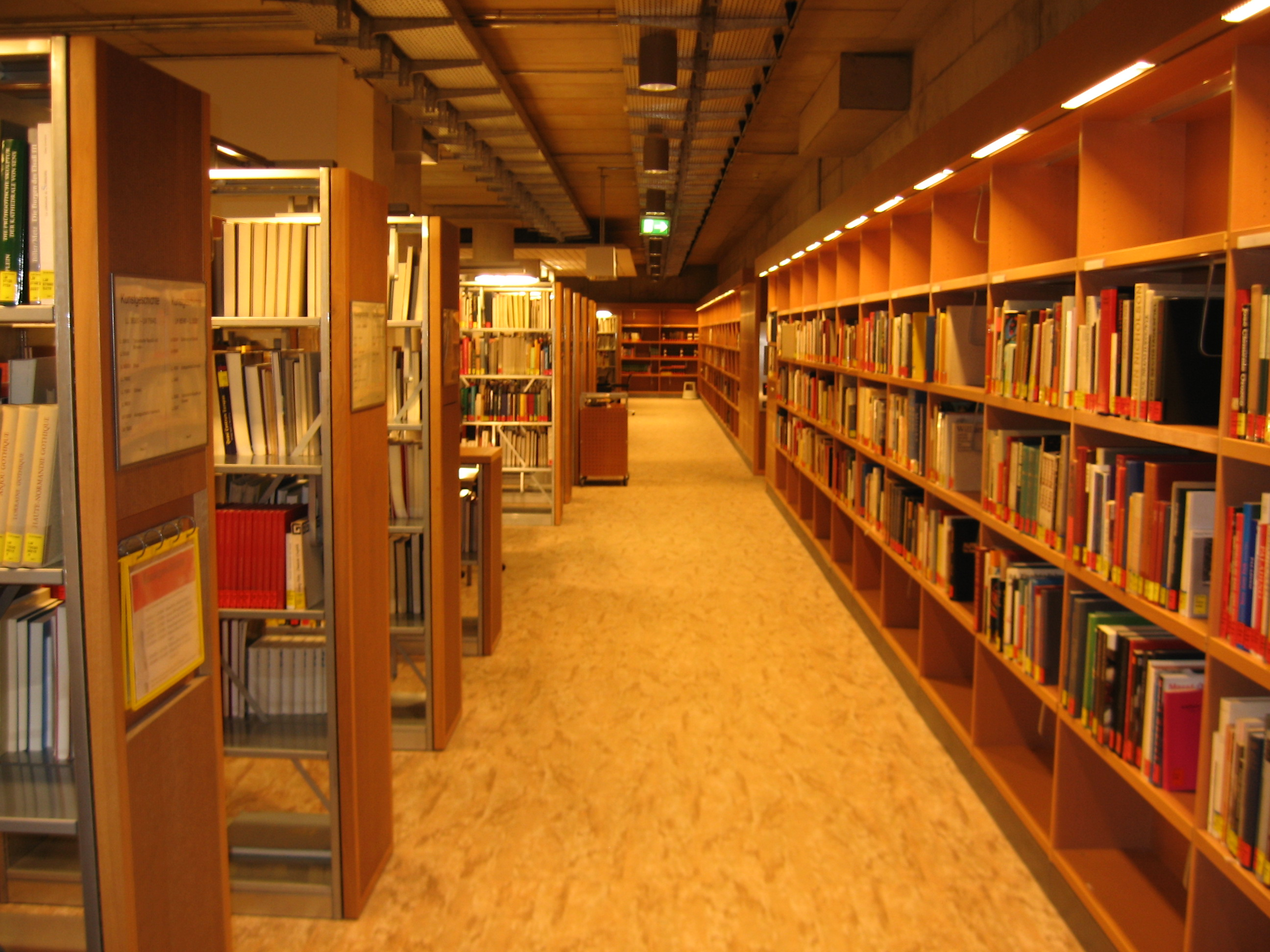
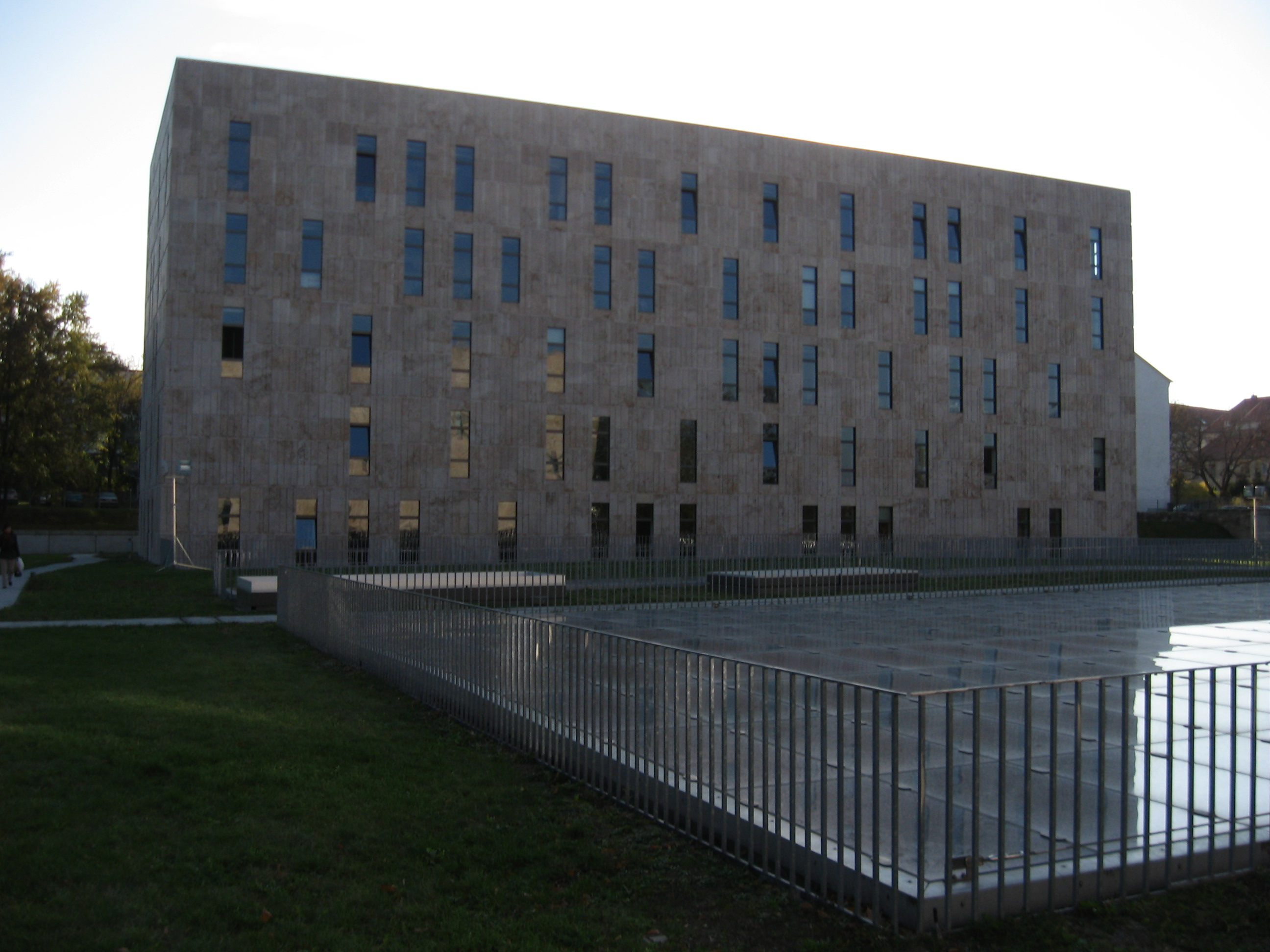
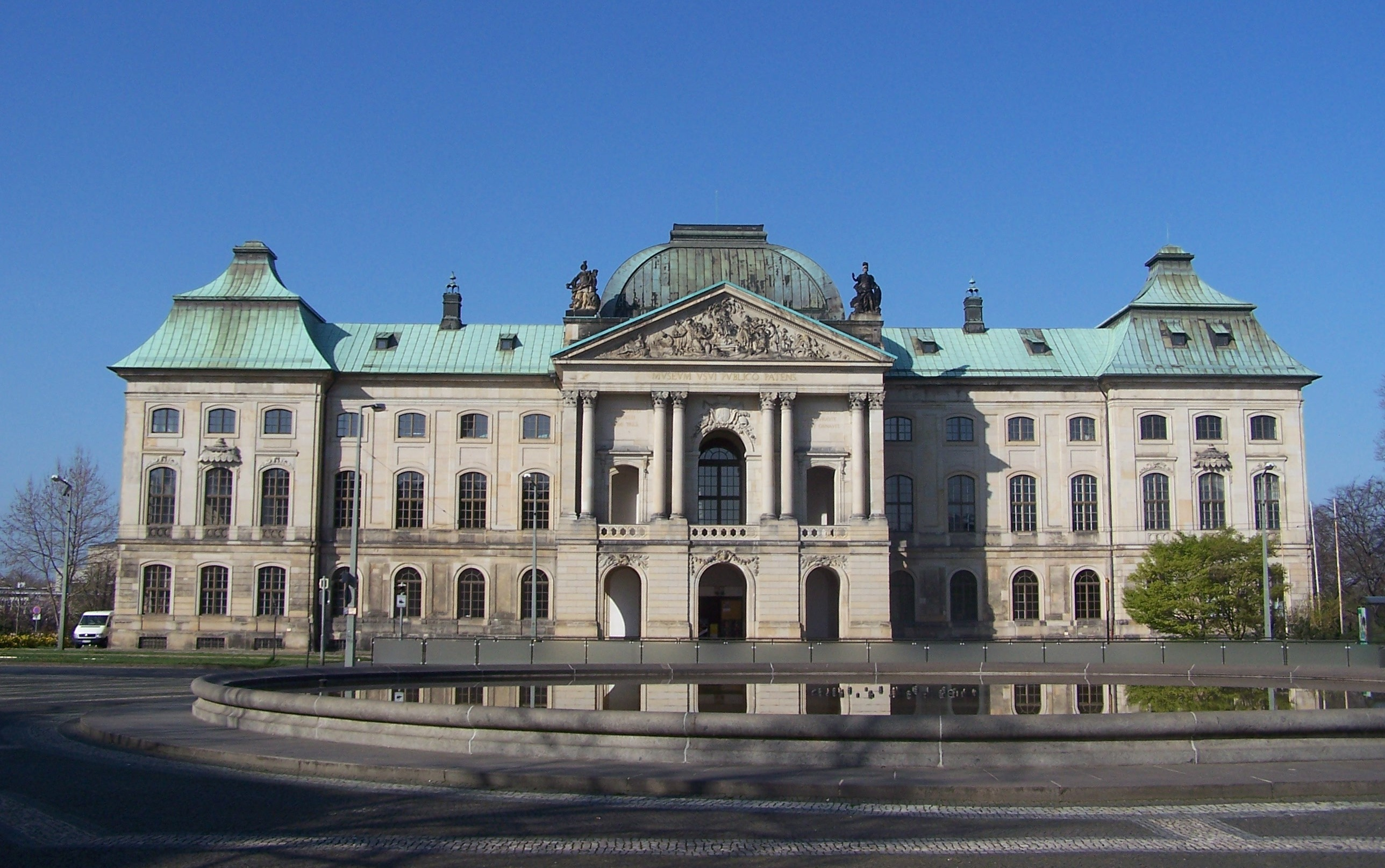
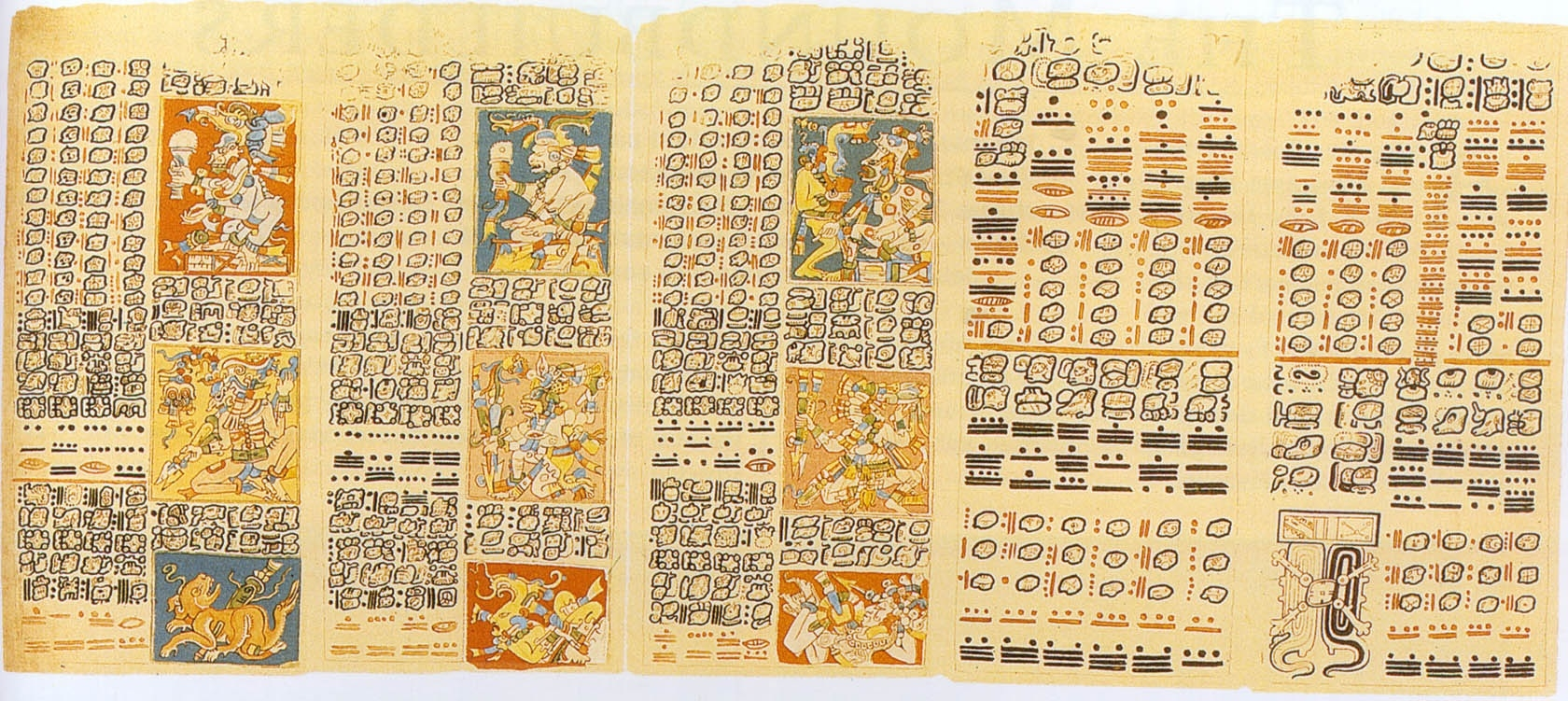
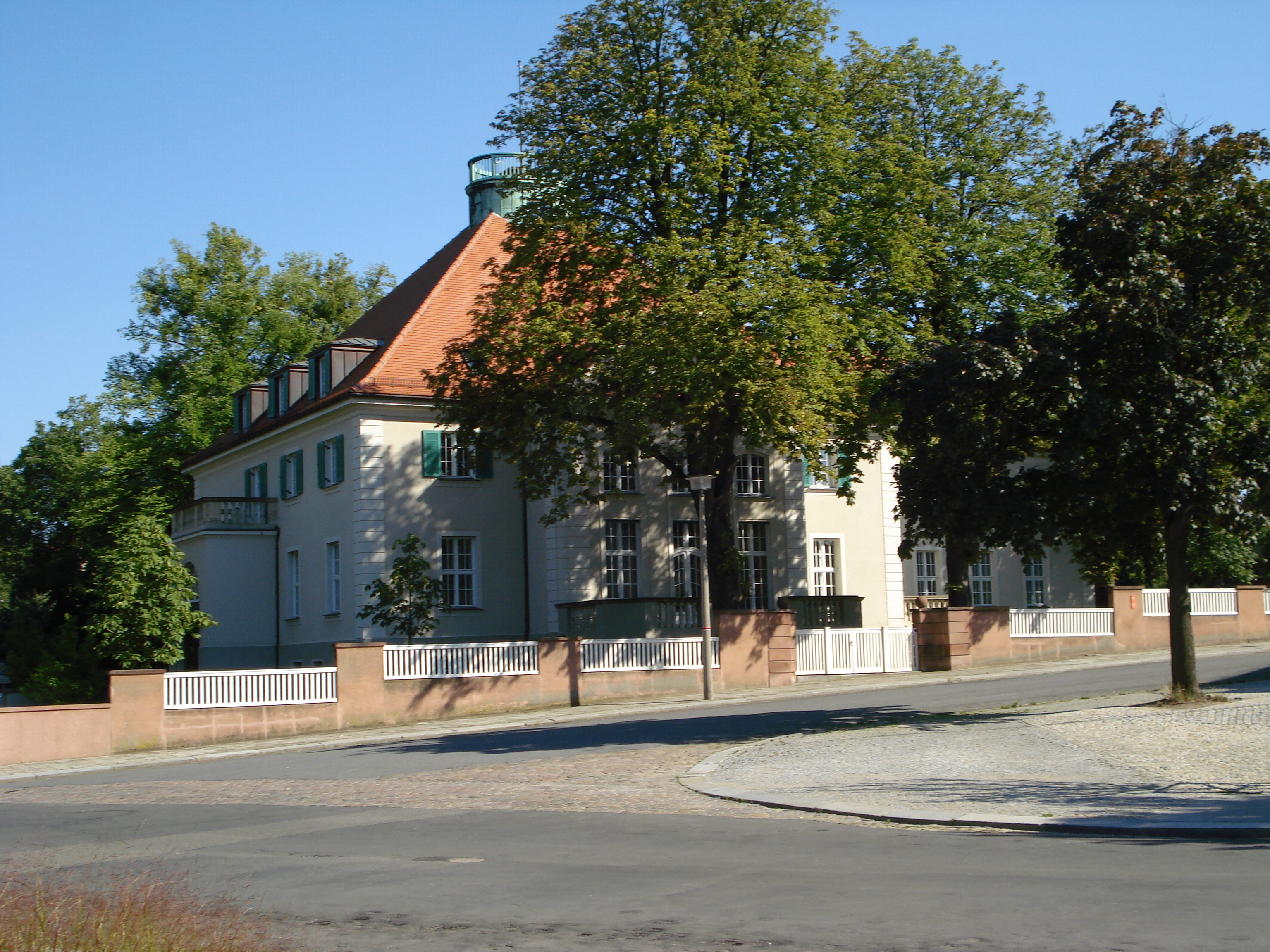